# Abbazia di Mariastein
L'abbazia di Mariastein (anche Maria im Stein, in lingua francese Notre Dame de la Pierre) è un'abbazia benedettina nel territorio del comune svizzero di Metzerlen-Mariastein, nel Canton Soletta. Dopo l'abbazia di Einsiedeln, è la più importante meta di pellegrinaggi della Svizzera. Essa fa parte della congregazione benedettina di Svizzera.

## Leggenda storia del pellegrinaggio
Una leggenda narra che un pastorello pascolava le mucche con sua madre sui prati della parte superiore di uno sperone roccioso, ove oggi sorge l'abbazia. Mentre la madre, nel caldo del meriggio cercava una cavità per schiacciare un pisolino, il piccolo si avventurava giocando sull'orlo del precipizio e cadde lungo la ripida parete rocciosa. Quando la madre si svegliò, non vide più il figlio e intuì che potesse essere caduto nel precipizio: si affrettò quindi verso valle e trovò il figlio incolume. Egli le disse che era stato afferrato da una donna mentre precipitava. Il padre del bambino era sicuro che, dalla descrizione che ne fece il figlio, si fosse trattato della Madonna. In ringraziamento per il salvataggio egli fece erigere nella cavità sull'altura, ove la moglie si era assopita, una cappella in onore della Madonna: il sito attrasse presto numerosi pellegrini.
Di questa leggenda si ha testimonianza nel 1442, ma probabilmente i fatti narrati risalgono a circa un secolo prima. La prima cappella fu distrutta da un incendio nel 1466 ma quattro anni dopo era già stata ricostruita. Nel 1530, in pieno svolgimento della Riforma, questa seconda cappella venne saccheggiata e distrutta. Lo svevo Jakob Augsburger la ricostruì.
Un secondo miracolo rivitalizzò i pellegrinaggi, stroncati dalla Riforma, dal 1541, quando un nobile svizzero del casato dei Reichenstein (Rocca di Reichenstein presso Arlesheim),  Hans Thüring, sopravvisse ad una caduta dal medesimo precipizio. I Reichensteiner considerarono quindi da allora la cappella come un santuario di famiglia, che fu detta Reichensteiner Kapelle.
Dopo l'avvicendarsi di vari amministratori, nel 1636 i padri benedettini dell'abbazia di Beinwil, si presero cura della cappella. Questo monastero, la cui fondazione risaliva all'inizio del XII secolo e che era andato in rovina dal Tardo medioevo, era rientrato in possesso dell'amministrazione pubblica del Canton Soletta nel 1633. Il nuovo abate Fintan Kiefer (1633 - 1675) spostò nel 1648 il convento dalla sua sede originaria di Passwang al sito di pellegrinaggio di Mariastein, vi costruì intorno un convento ed una chiesa ed unì a questo punto il precedentemente indipendente storico convento di osservanza benedettina alla cappella sulle rocce.
Il nuovo monastero fu tuttavia secolarizzato due volte, nel 1792, nel corso della Rivoluzione francese e nel 1874, a causa della Kulturkampf svizzera. Dopo la secolarizzazione del 1874 i benedettini si trasferirono prima a Delle in Francia, poi per breve tempo a Dürrnberg vicino ad Hallein ed infine a Bregenz. Dopo che il convento di Bregenz fu chiuso dalla Gestapo, i monaci tornarono a Mariastein, ove nel 1941 ottennero diritto di asilo. Nel 1971 l'abbazia fu ufficialmente riaperta.

## Immagine e cappella della Grazia

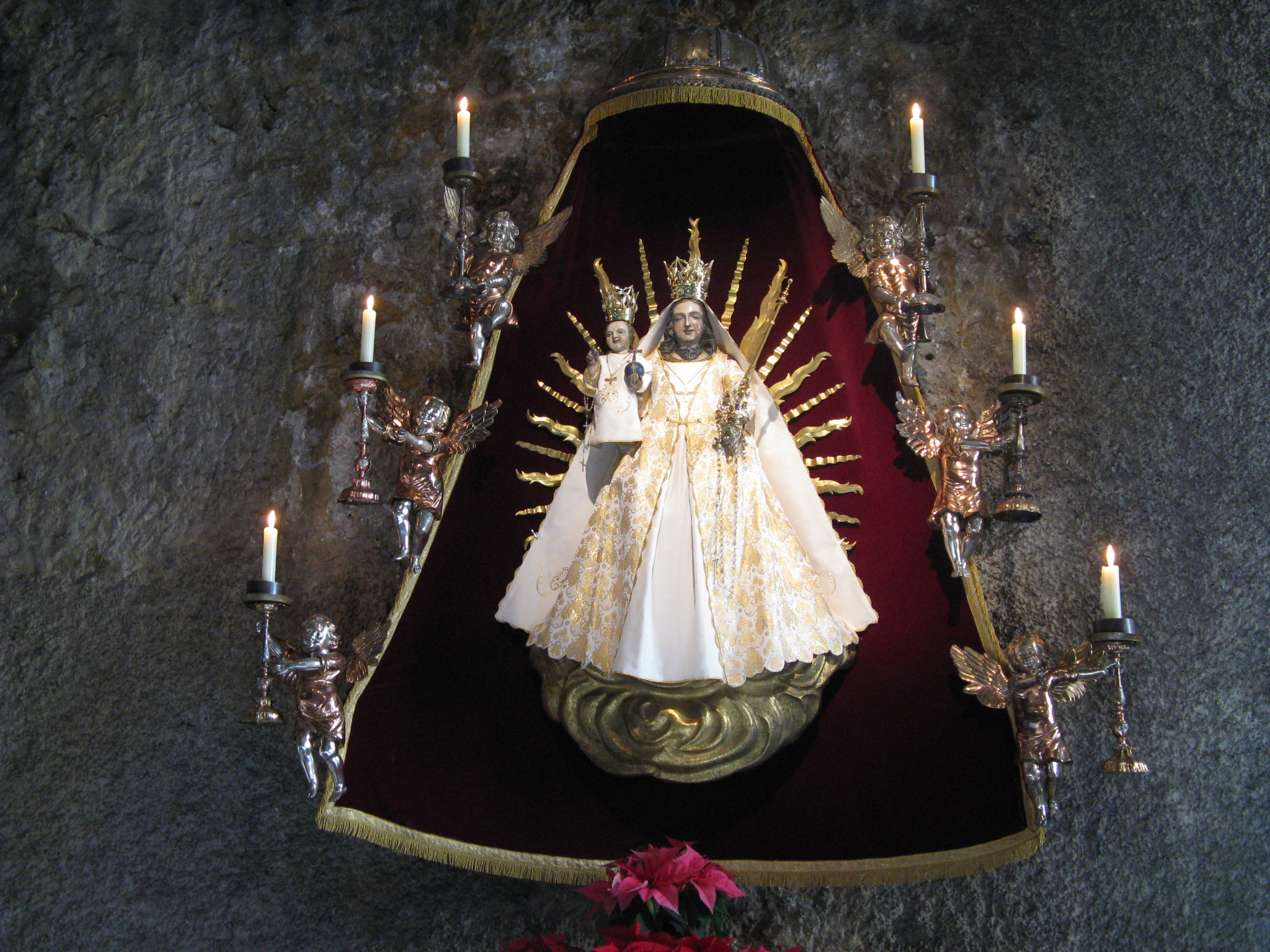
Immagine della Madonna della Grazia nella grotta

Il quadro della grazia raffigurante la Madre Consolata si trova in una Cappella nella grotta sotto l'attuale chiesa conventuale benedettina, per raggiungere la quale si scende di 59 gradini. Innumerevoli ex voto annunciano sulla via alla grotta, che la Madonna per molti fa ancora miracoli.
Maria si erge in una sontuosa parete, letteralmente "nella roccia", cioè libera nella parete rocciosa, e sorregge il Bambin Gesù con il braccio destro. Sei angioletti, che reggono lumi di candela, circondano il quadro, che nella sua attuale forma risale al XVII secolo, nulla si sa invece circa l'aspetto dell'immagine precedente.
A sinistra dell'immagine si trova un altare sacramentale del 1645 proveniente dal laboratorio dello scultore di Soletta, Heinrich Scharpf. Vi è rappresentata Maria con il Bambino ed angeli in una struttura barocca in marmo con colonne tornite.
In memoria del secondo miracolo del giovane Reichensteiner, c'è nell'angolo di nord-est dell'attuale convento anche una Reichensteiner Kapelle, chiamata anche Cappella di Maria Addolorata. Essa contiene un tabernacolo tardogotico (1520) ed una statua della Madonna in legno di tiglio (origine stimata: seconda metà del XVII secolo) in un altare in alabastro del 1824.

## La chiesa abbaziale

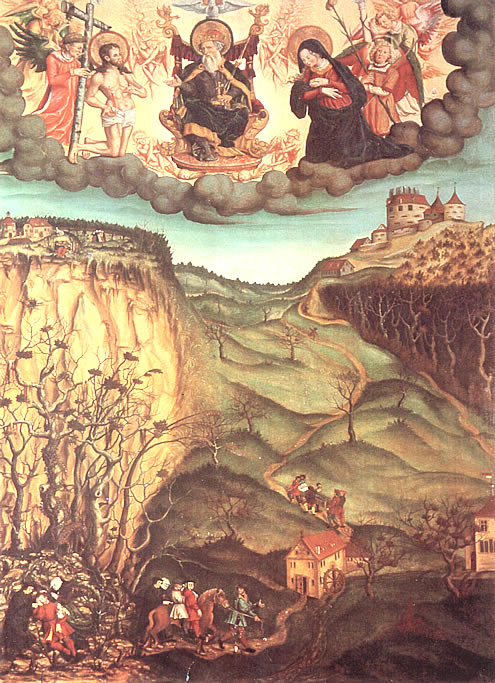
Il miracolo di Nostra Signora della Roccia (1543)

La costruzione è opera di Urs Andermatt di Soletta (inaugurata nel 1655) e da allora fu ristrutturata più volte. Negli anni fra il 1830 ed il 1834 ne fu sistemata l'attuale facciata in pietra calcarea del Giura ed ornamenti in pietra arenaria, a cura di Jakob Begle del Vorarlberg, che gli conferì l'aspetto odierno
L'interno è una basilica a tre navate originariamente in stile tardogotico, riconoscibile nella volta a crociera gotica del coro, che fra il 1900 e il 1934 conobbe due modifiche in senso neo-barocco; l'interno fu restaurato nel biennio 1999/2000. Gli affreschi del soffitto rappresentano il miracolo della caduta e scene della Madonna, le immagini alla parete invece scene della vita di San Benedetto da Norcia.
Fra gli arredi si annoverano il pulpito in legno con figure degli Apostoli del 1733, la cancellata in ferro battuto del coro, risalente al 1695, regalo di Luigi XIV, l'altar maggiore del 1680 dedicato a San Benedetto, un'opera ricca di ornamenti con colonne tornite, figure marmoree di santi e immagini di altare intercambiabili secondo stagione.

## Il tesoro della chiesa
Del tesoro originale della chiesa si è perso molto. L'antico e prezioso pezzo, il cosiddetto Essostab, proveniente dal precedente monastero di Beinwil e stilisticamente ascrivibile al periodo degli Siciliano di Federico II, non è più qui integro. Si tratta di un intarsio ricurvo in avorio rappresentante una cerva ed un uccello in montatura d'argento risalente in effetti al XVI secolo.
Un calice (Wilhelm Krauer, XVII secolo) smaltato e tempestato di pietre preziose è un palese esempio di arte barocca sacra a Mariastein.

## La struttura conventuale
La struttura a pianta quadrata doveva accordarsi architettonicamente con i confini naturali, posti dalla rocca. Ciò conferisce al convento, visto dalla valle, il carattere di una fortezza.
Il convento si trova ad est, la chiesa a nord con un fabbricato (Glutzbau) contenente la Cappella, a sud vi è un chiostro integrato nella Biblioteca, ed a ovest si estende al posto di un precedente chiostro un'ala interrotta (Klosterpforte).
Il camminamento che raggiunge il sito da ovest segue la storica strada dei pellegrinaggi. Il sagrato della chiesa fu ristrutturato nel 1997 e il complesso è oggi visitato da molti turisti. Esso comprende, nel suo insieme, anche una struttura alberghiera (fabbricato in graticcio) con un esercizio commerciale per frutta e verdura coltivate biologicamente ed una rivendita di oggetti devozionali.

Interno della chiesa conventuale di Mariastein
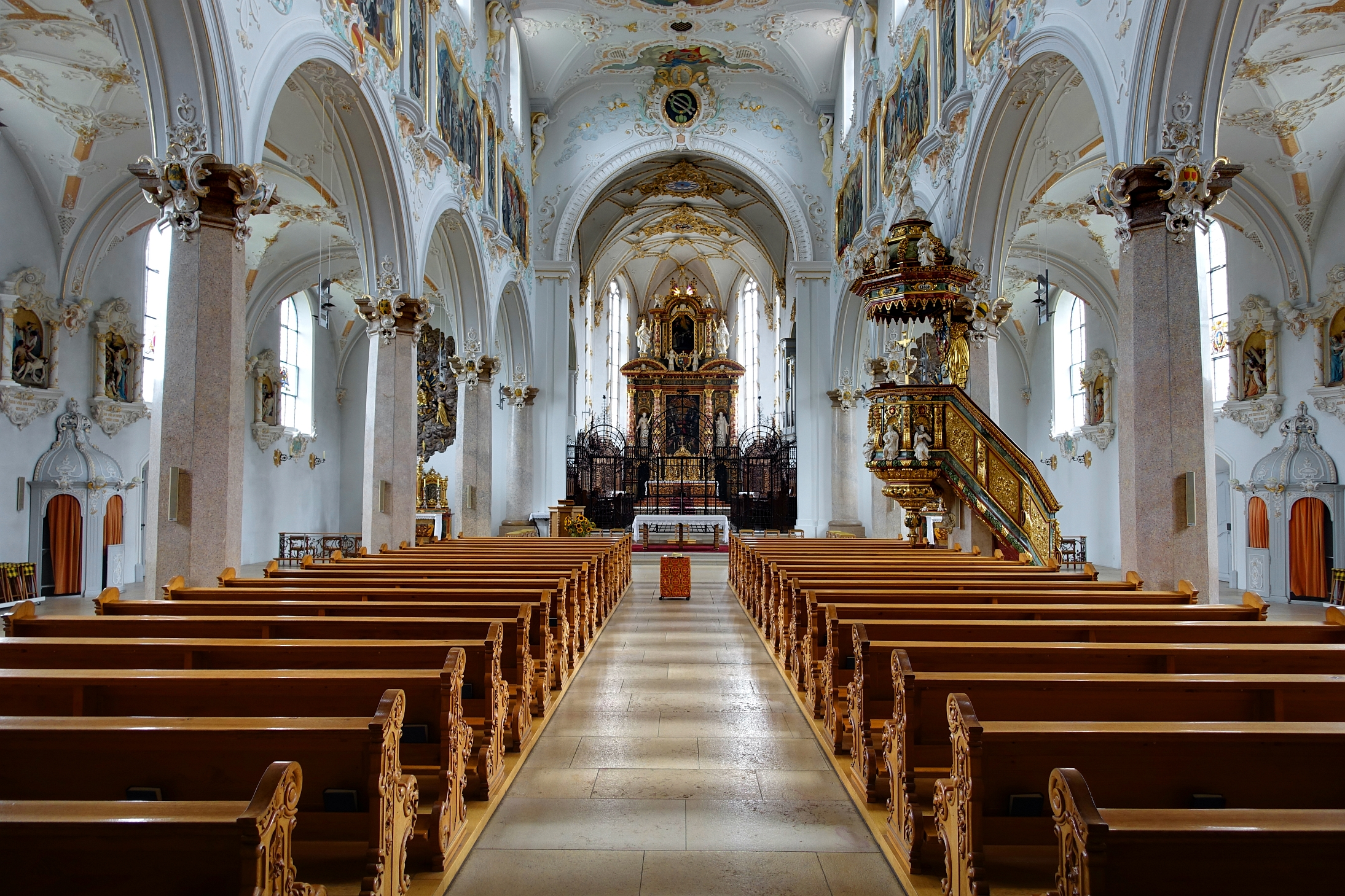
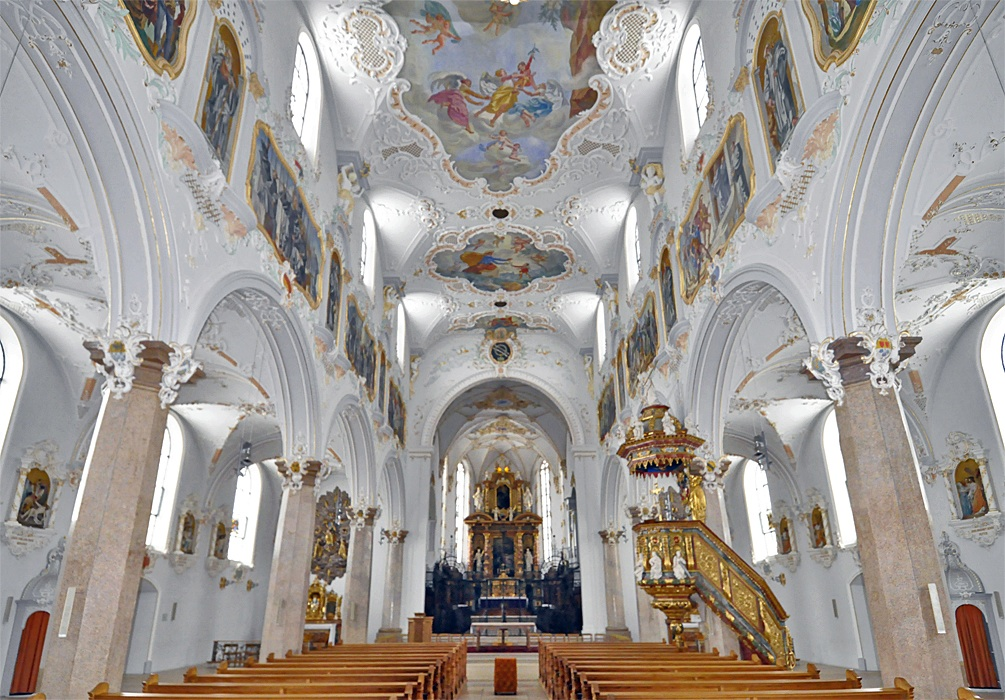
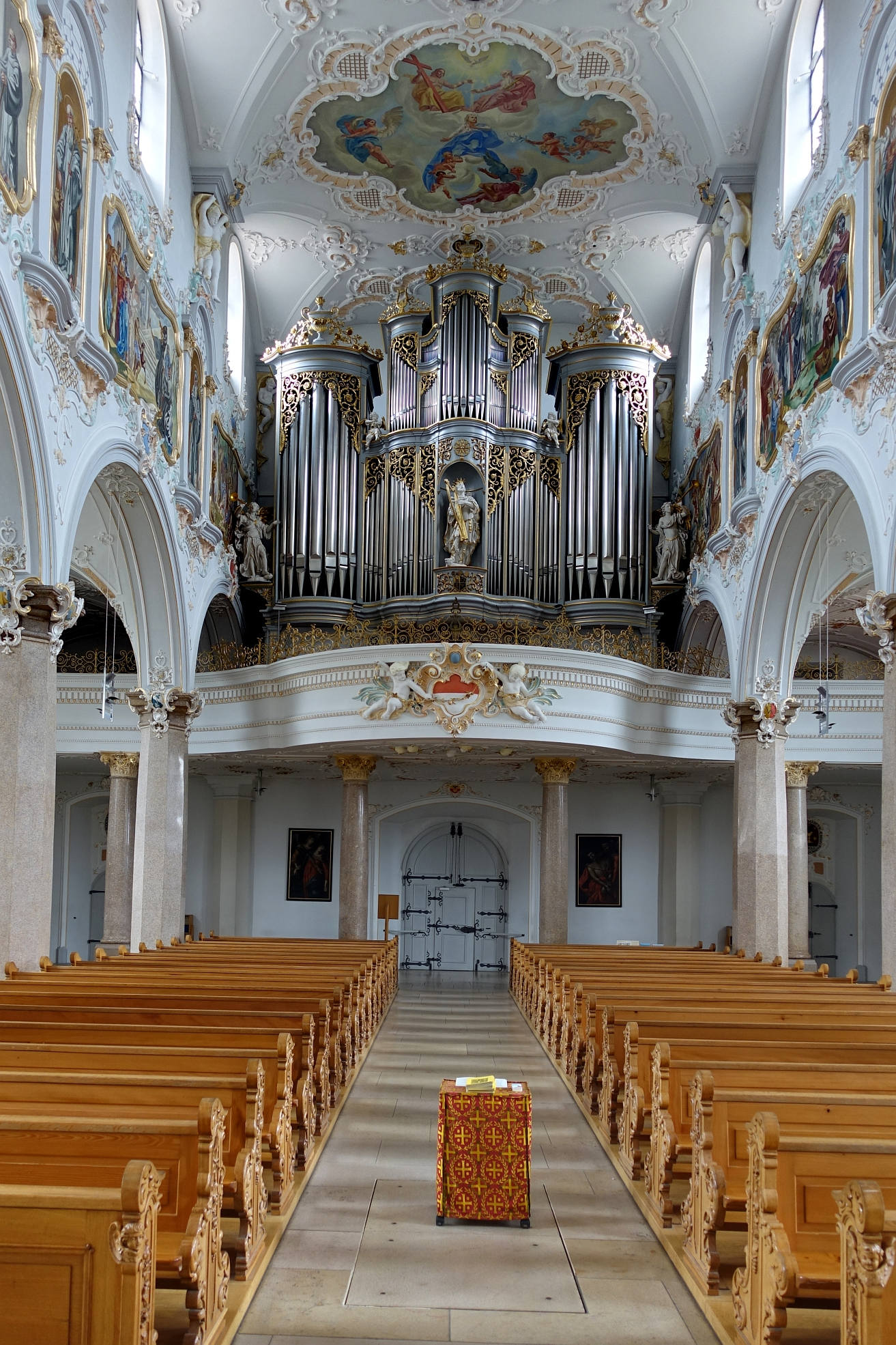

## Abati
- Fintan Kieffer, 1633–1675
- Augustin Reutti/Rütti, 1675–1695
- Esso Glutz, 1695–1710
- Maurus Baron, 1710–1719
- Augustin Glutz, 1719–1745
- Hieronymus Altermatt, 1745–1765
- Hieronymus Brunner, 1765–1804
- Placidus Ackermann, 1804–1841
- Bonifaz Pfluger, 1841–1850
- Karl Schmid, 1851–1867
- Leo Stöcklin, 1867–1873
- Karl Motschi, 1873–1900
- Vinzenz Motschi, 1900–1905 (fratellastro del precedente)
- Augustin Rothenflue, 1905–1919
- Augustin Bohrer, 1919–1937
- Basilius Niederberger, 1937–1971
- Mauritius Fürst, 1971–1995
- Lukas Schenker, 1995–2008
- Peter von Sury, dal 2008